# Leuchtturm Tourlitis
Der Leuchtturm Tourlitis (griechisch Φάρος Τουρλίτης Faros Tourlitis) ist auf der kleinen Felsinsel Tourlitis in der Hafenbucht der Stadt Andros auf der Kykladen-Insel Andros errichtet. Seit seiner Renovierung im Jahr 1990 zählt er zu den Hauptsehenswürdigkeiten der Stadt.
Im Jahr 1897 wurde der Leuchtturm auf dem Tourlitis-Felsen etwa 200 m nordöstlich des venezianischen Kastells erbaut. Die Lage auf einem isolierten Felsen ist einzigartig in Griechenland. Der Turm ist über eine in den Fels geschlagene Treppe zu erreichen.
Nach der Zerstörung 1943 bei einem deutschen Luftangriff während des Zweiten Weltkrieges ersetzte ab 1950 ein einfacher Gerüstturm den Leuchtturm. Das Ehepaar Alexandros und Marietta Goulandris (Reeder) unterstützte den originalgetreuen Neubau 1994 zur Erinnerung an die verstorbene Tochter Violanto. Der Turm wurde aus hellem Naturstein mit weißer Galerie und Laterne errichtet. Der Turm ist sieben Meter hoch. Die Feuerhöhe liegt bei 19 Metern. Seine Kennung sind zwei weiße Blitze alle 15 Sekunden, die Nenntragweite beträgt sechs Seemeilen.

## Briefmarke
Am 21. August 2009 veröffentlichte die griechische Post unter dem Titel „Leuchttürme Griechenlands“ (Φάροι της Ελλάδος Fari tis Ellados) eine Sondermarken-Serie, die Marke zu 0,57 Cent zeigt den Tourlitis-Leuchtturm. Insgesamt besteht die Serie aus fünf Werten von 0,01, 0,57, 0,70, 1,00 und 4,20 € und zeigt fünf der 120 traditionellen Leuchttürme Griechenlands.